# Hippa testudinaria
Hippa testudinaria är en kräftdjursart som först beskrevs av J. F. W. Herbst 1791.  Hippa testudinaria ingår i släktet Hippa och familjen Hippidae. Inga underarter finns listade i Catalogue of Life.